# Per Erikson (byggmästare)

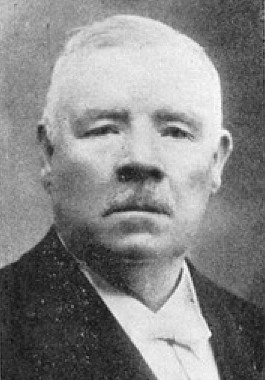
Per Erikson.

Per Erikson (ursprungligen Eriksson), född 11 oktober 1849 i Sunne församling, död 10 december 1935 i Stockholm, var en svensk byggmästare. Erikson var i Stockholm verksam som byggmästare mellan 1883 och 1912.

## Biografi

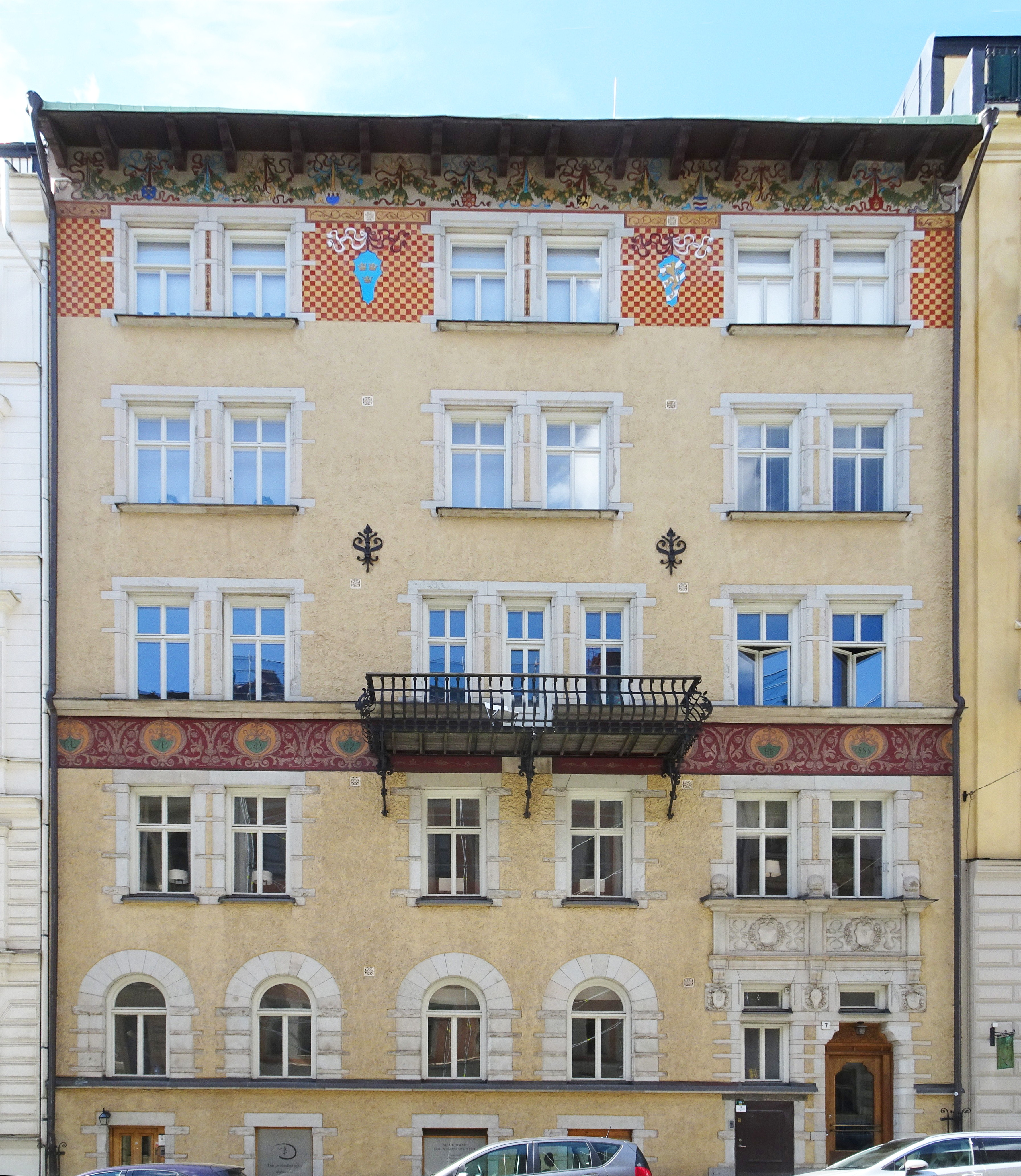
Ädelman mindre 6, Styrmansgatan 7.

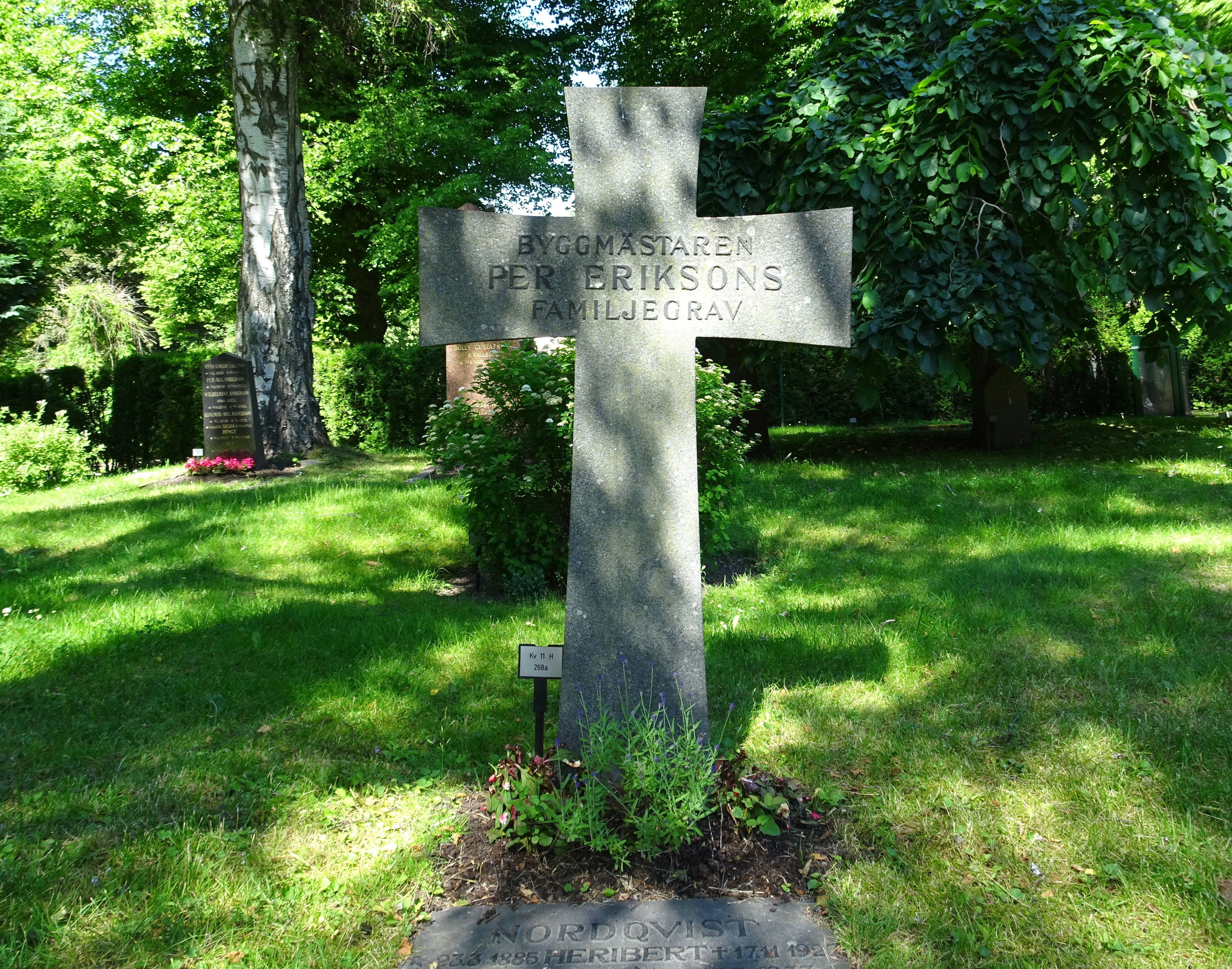
Per Eriksons familjegrav, juni 2022.

Per Eriksson kom tillsammans med sin bror Olof Eriksson (1857–1926) som så många andra unga hantverkare till Stockholm för att söka lyckan i den omfattande byggverksamheten i huvudstaden under 1800-talets slut, huvudsakligen initierad av Lindhagenplanen. Det var ofta bondsöner som lärt sig snickra och mura för husbehov och sedan i Stockholm med flit och affärssinne arbetat upp sig till byggmästare. Per och Olof Eriksson växte upp i ett fattigt torp i Sunne socken, Värmland. Skolgången på hemorten var kort och i Stockholm fick man först lära sig att läsa och skriva. 
Per och Olof Eriksson gick den långa vägen från byggarbetare varvat med kurser och praktik till självständig och godkänd byggmästare. Båda bröder var i lära hos arkitekt Gustaf Sjöberg och byggmästaren Lars Magnus Elfling. Per arbetade sedan som verkmästare hos bland andra byggmästaren Håkan Bergkvist. I januari 1891 godkändes han officiellt av Stockholms byggnadsnämnd att få uppföra byggnader i staden.
Han uppträdde även som byggherre, tog krediter, köpte tomter och arkitektritningar samt byggmateriel, sedan anställdes några medarbetare och uppfördes övervägande flerbostadshus. Efter färdigställandet såldes huset snabbt, förhoppningsvis med vinst, som finansierade nästa projekt. Konceptet fungerade inte alltid bra. Stockholm drabbades i början av 1890-talet av en fastighetskris och många nybyggda lägenheter stod tomma. Det påverkade även Per Eriksons ekonomi, ett kreditiv för en av hans fastigheter sades upp, huset såldes på exekutiv auktion och han kom på obestånd. Familjen stod under en tid på bar backe och fick flytta från sin bostad.

### Uppförda byggnader (urval)
I Stockholm deltog Per Erikson (som han stavade sitt namn sedermera) i bygget av det numera rivna Folkteatern vid Östermalmstorg och var 1892 anställd som byggmästare vid tullverket och 1893 vid lotsverket. Mellan 1895 och 1912 byggde han flerbostadshusen Lindormen 18 (Styrmansgatan 21), Neptunus 17 och 18 (Styrmansgatan 37), Hälsokällan 2 (Döbelnsgatan 42), Fikonträdet 15 (Hantverkargatan 34) och Hantverkaren 20 (Drottingholmsvägen 6). 
Han arbetade även i kompanjonskap med andra byggmästare. Tillsammans med C.J. Gustafsson byggde han på 1890-talet Planeten 3 (Västmannagatan 23), Katthuvudet 7 (Tavastgatan 26) och Bävern 19 (Valhallavägen) 118. Tillsammans med Johan Göransson uppförde han 1887–1888 under firmanamnet Göransson & Eriksson bostadshuset Ädelman mindre 6 (Styrmansgatan 7). Byggnaden ritades av arkitekterna Kasper Salin och Carl Widell och är blåmärkt av Stadsmuseet i Stockholm vilket betyder "att bebyggelsen bedöms ha synnerligen höga kulturhistoriska värden".

### Familj
Per Erikson gifte sig 1872 med Klara Gustafsson från Drottningholm. Paret fick sju barn, varav tre avled i späd ålder. Yngste sonen Gideon (född 1883) blev läkare. Per Erikson och hustru Klara fann sin sista vila på Norra begravningsplatsen där de gravsattes 14 december 1935 respektive 9 augusti 1946 i familjegraven.